# Игра в желания
Игра́ в жела́ния (англ. game of dares), — игра, в которой игроки берут друг друга «на слабо», предлагая выполнять действия, которые в обычной ситуации делать бы не стали.

## Правила
В игру могут играть два человека или более.
Один игрок задаёт другому сделать что-то, что тот в нормальной обстановке делать бы не стал. Задание может подаваться в форме «Тебе слабо ...?» или «Сможешь ли ты ...?» Чтобы оставаться в игре, игрок должен это задание выполнить. Если он отказывается от выполнения задания или если ему выполнить его не удаётся, он проигрывает и выбывает из игры. Часто его обзывают лузером (англ. loser) или трусом (англ. chicken).

## Риски
В игре могут задаваться опасные или с какой-то стороны неприемлемые задания.
Однако, по словам социального работника канадки Дженнифер Мур-Маллинос, «несмотря на возможные риски, очень немногие дети откажутся задание выполнять. Попытка [его] выполнить — [для них] единственный возможный вариант». Она также добавляет, что, хотя у детей задания обычно безобидны, с возрастом они могут перерасти в более серьёзные и поданные уже в форме требований.

## Популярность
Распространённость данной игры проистекает от потребности человека в признании. В неё обычно играют дети.

## В культуре
Эта игра лежит в основе сюжетов французского кинофильма «Влюбись в меня, если осмелишься» (фр. Jeu d'enfants, 2003) и романа «Рискованные игры» (англ. The Dare Game, 2003) английской детской писательницы Жаклин Уилсон.

## Похожие игры
Разновидностью этой является игра «следуй за лидером» (англ. follow the leader). В ней все дети следуют за водящим (лидером) и повторяют его движения. Кто отстаёт или ошибается, выбывает из игры. Тот один, кто в итоге остаётся, становится следующим лидером.